# Aper (Bischof)

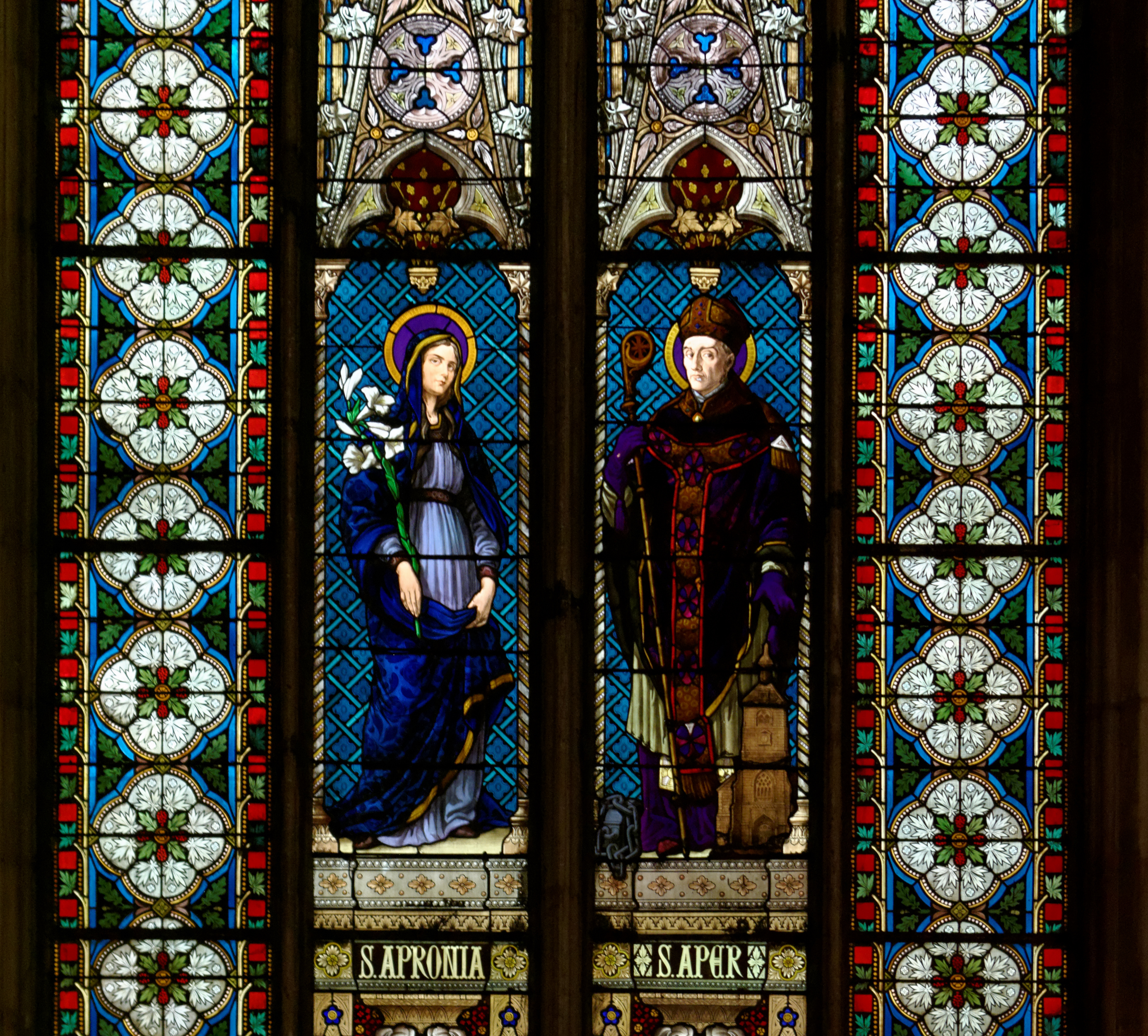
Fenster in der Kirche Saint-Epvre (Heiliger Aper) in Nancy

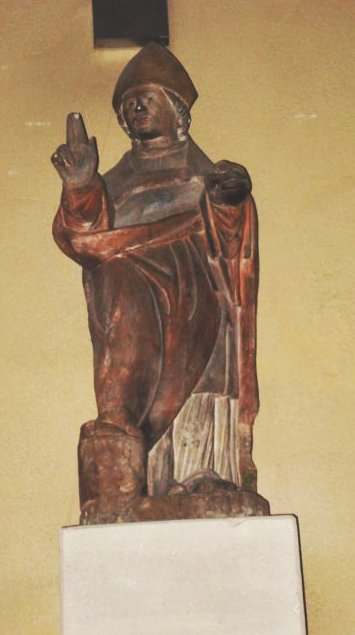
Statue des Heiligen Aper in der Kirche von Contrexéville

Aper (lateinisch für „Eber“, auch Aprus; französisch È(p)vre; † 507) war von 500 bis 507 der siebte Bischof von Toul in Lothringen. Er wird als katholischer Heiliger verehrt; sein Gedenktag ist der 15. September. Wohl wegen der Bedeutung seines Namens gilt er als Patron der Schweinehirten.

## Leben
Lebensdaten und Biographie des Aper liegen weitestgehend im Dunkeln, Autoren diverser Heiligenviten interpretieren die teilweise widersprüchlichen Vorkommen von Personen namens „Aper“ in historischen Quellen unterschiedlich.
So setzte Cesare Baronio 1586 den Bischof Aper gleich mit demjenigen Aper, an den drei erhaltene Briefe des Paulinus von Nola gerichtet sind. Spätere Autoren wie Alban Butler (1814) sowie Johann Evangelist Stadler im Vollständigen Heiligenlexikon (1858) halten dies für weitestgehend unwahrscheinlich, da die drei Briefe des Paulinus beinahe ein Jahrhundert vor dem Todesjahr des Bischofs Aper, spätestens jedoch von 431 (Paulinus’ Todesjahr) entstanden sein müssten. Außerdem hielten es beide Autoren für wenig wahrscheinlich, dass Aper – wie es dem früheren zugeschrieben wird – ein weltlicher, verheirateter Advokat gewesen sei, den die Berufung zum Priester erst später im Leben ereilt habe.
Ein weiteres Vorkommen des Namens Aper als Adressat von Briefen des Sidonius Apollinaris veranlasst einige Autoren, darunter wohl auch Butler, zu der Annahme, dass Aper aus Troyes stammte; in diesem Fall wird die heilige Apronia als seine Schwester genannt. Für den Geburtsort nennt Stadler unter Bezugnahme auf „die Vita eines Ungenannten“ noch das Gebiet „Treyes“, und dort ein Dorf namens „Trancol, Trancost oder Trancault (Tranquillus)“ als Option; vereinzelt taucht in populären Heiligenkalendern oder Verzeichnissen auch Trier (französisch Trèves) als Geburtsort auf – zweifellos ist hier Trier mit Troyes verwechselt worden.
Weitestgehend einig ist man sich, dass Aper nach Auspicius († 478) der zweite Nachfolger (nach Ursus) im Amt des Bischofs von Toul war. Während der sieben Jahre seines Episkopats betrieb er den Bau der Mauritiuskirche, der späteren Abtei St. Evre, deren Vollendung er jedoch nicht mehr erlebte. Er wurde zunächst in dieser Kirche beigesetzt, seine Gebeine seien später in die Domkirche vor Plünderungen in Sicherheit gebracht, aber dann von Mönchen aus der Abtei wieder heimlich ins Kloster zurückgebracht und versteckt worden. Erst im Jahr 978 bzw. 987 wurden die Gebeine erneut von Bischof Gerard I. von Toul gehoben.
Vor allem in Lothringen gibt es eine ganze Reihe von Kirchen, die Aper als Kirchenpatron gewählt haben, zum Beispiel die Basilika Saint-Epvre in Nancy, in Tronville oder die Kirche in Chavelot. Außerdem trägt der kleine Moselort Saint-Epvre den Namen des Heiligen. In Deutschland ist St. Aper in Wasserliesch die einzige Pfarrkirche mit diesem Patrozinium. In Köln erinnert in der Innenstadt die St.-Apern-Straße an eine 1169 erstmals erwähnte, dem heiligen Aper geweihte Kapelle und einen späteren Zisterzienserinnenkonvent.